# Settimana tragica (Argentina)
La Settimana tragica (Semana Trágica in spagnolo) furono una serie di durissimi scontri tra manifestanti, principalmente operai aderenti a sindacati anarchici e socialisti, e le forze dell'ordine che sconvolsero la capitale argentina Buenos Aires tra il 7 ed il 14 gennaio 1919. Nel corso degli incidenti, sorti da un semplice sciopero in una fabbrica metallurgica, si verificò anche l'unico pogrom antisemita avvenuto nel continente americano. Si stima, nonostante il governo non abbia mai fornito un numero ufficiale delle vittime, che nella Settimana tragica abbiano perso la vita circa 700 persone e circa 4000 siano rimaste ferite.

## Antefatti
Nella seconda metà degli anni dieci del XX secolo l'Argentina era il paese più ricco dell'America Meridionale. Nel 1916 era stato eletto presidente, grazie all'introduzione del suffragio universale maschile segreto e obbligatorio, il radicale Hipólito Yrigoyen. Ciò nonostante il potere economico del paese sudamericano restava saldamente in mano all'oligarchia e all'aristocrazia che aveva governato incontrastata nei precedenti quarant'anni. A contrastare questo piccolo ma potentissimo blocco politico-economico vi era un movimento operaio che, grazie agli ideali socialisti ed anarchici giunti con l'enorme ondata migratoria che aveva interessato l'Argentina negli anni precedenti, si era ben presto organizzato in sindacati contrastando così lo strapotere padronale. A rinvigorire il proletariato argentino e a rilanciarne l'azione vi furono le notizie provenienti dalla Russia, dove la rivoluzione aveva portato al potere i bolscevichi.
A seguito dello scoppio della prima guerra mondiale però l'Argentina aveva visto anche un crollo della sua economia, basata sulle sue esportazioni agro-alimentari verso l'Europa. Ciò aveva causato un vertiginoso aumento della disoccupazione e dell'inflazione. Per tagliare i costi di produzione le officine Pedro Vasena & Hijos di Buenos Aires, il principale impianto metallurgico di tutto il Sudamerica, aveva deciso di ridurre i salari. In tutta risposta il 2 dicembre 1918 quasi tutti i circa 2500 operai della fabbrica, molti dei quali iscritti al sindacato Sociedad de Resistencia Metalúrgicos Unidos (SRMU), erano scesi in sciopero chiedendo miglioramenti salariali, maggior sicurezza sul posto di lavoro ed una giornata lavorativa di otto ore. Le richieste dei lavoratori furono però nettamente respinte dalla proprietà, diventata nel 1912 britannica.

## I fatti

### Lo sciopero alla Vasena e i primi morti

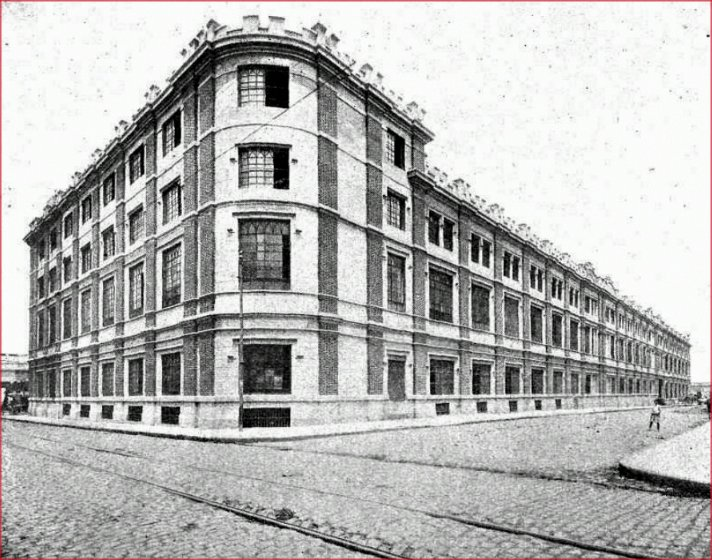
La fabbrica Vasena (oggi demolita).

Sebbene la protesta non fosse degenerata in violenze o atti di sabotaggio, il 3 gennaio alcuni operai in picchetto spararono e ferirono tre poliziotti che stavano scortando alcuni carri dai magazzini della Vasena, situati nel quartiere di Nueva Pompeya, nel sud della capitale, alla fabbrica principale, situata nel quartiere di San Cristóbal. Il giorno seguente, un sottufficiale di polizia (Vicente Chávez) morì per le ferite riportate. Mentre la tensione stava salendo, il 7 gennaio i marittimi del porto di Buenos Aires scesero in sciopero generale per ottenere orari e salari migliori.
Verso le 15:30 un gruppo di crumiri contratti dall'azienda e affiancati dal alcuni poliziotti attaccarono a fucilate la sezione del sindacato metallurgico SRMU, situata nei pressi del magazzino della Vasena a Nueva Pompeya. Nel conflitto a fuoco, che investì soprattutto le abitazioni limitrofe, furono uccise tre persone e trenta furono ferite. Una quarta persona rimase uccisa da una sciabolata inferitogli da un poliziotto a cavallo. 

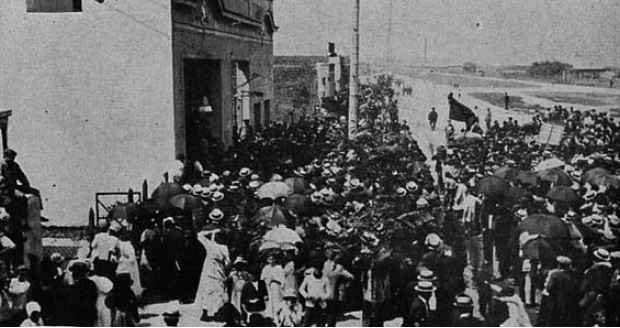
La folla veglia le salme delle vittime del 7 gennaio nella sezione della SRMU al 3483 di Alcorta, nel quartiere di Nueva Pompeya.

La notte stessa un gruppo di operai riuniti in avenida Pueyrredón spararono e uccisero il sergente dell'esercito Ramón Díaz. Nella vicina avenida Corrientes, il comandante di un plotone di fucilieri, il sottotenente Agustín Ronzoni, venne ucciso insieme a un civile innocente dopo essere stato circondato e attaccato dagli operai in cerca di vendetta per le vittime di poche ore prima. Un altor plotone di fucilieri dell'esercito argentino cadde in un'imboscata in calle Lavalle da uomini armati nascosti che sparavano dall'interno delle case. Anche una pattuglia notturna, al comando del sergente dell'esercito Bonifacio Manzo, cadde in un'imboscata nei pressi della tenuta agricola Constitución-Mármol. Nel frattempo, una compagnia del 7º reggimento di fanteria è costretta a usare le sue mitragliatrici Vickers per disperdere i manifestanti a Buenos Aires. Una compagnia di fucilieri fu costretta a venire in soccorso di un distaccamento di polizia che, ormai completamente circondato, resisteva dai tetti. Paramedici e autisti di ambulanze, che nelle ore di buio trasportavano i feriti gravi verso i vicini ospedali, sono costretti a portare con sé le pistole per difendersi dalla folla fuori controllo. Alle prime luci dell'alba, il 3º reggimento di fanteria è costretto a schierarsi intorno alla fabbrica Vasena per impedire che una folla enorme, composta da migliaia di persone, incendi l'edificio insieme ai 400 operai intrappolati all'interno che si erano rifiutati di prendere parte alle violente proteste.

### La situazione degenera

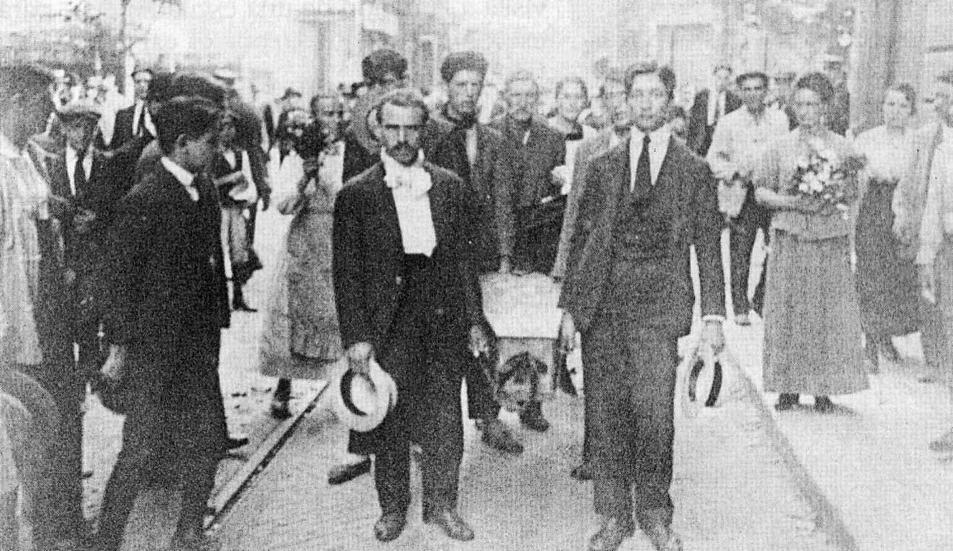
Alcuni manifestanti scortano le bare dei morti del 7 dicembre verso il cimitero della Chacarita.

Il giorno successivo, mercoledì 8 gennaio, la centrale sindacale FORA V, di tendenza anarchica, proclamò lo sciopero generale per il 9 gennaio successivo. La FORA V, di posizioni più moderate, proclamò il lutto ed invitò i suoi iscritti a partecipare ai funerali delle vittime. In quella stessa giornata iniziò lo sciopero nel porto: tutti i movimenti di navi, i carichi e gli scarichi si fermarono. 
Giovedì 9 gennaio si tennero i funerali delle cinque persone uccisi dalla polizia. Un imponente corteo, capeggiato a un gruppo di anarchici armati, seguì le carrozze funebri da Nueva Pompeya sino al cimitero della Chacarita. Durante il passaggio della colonna furono attaccate proprietà e un'automobile venne bruciata. Parte del corteo dopo aver ingaggiato una sparatoria con i pompieri che presidiavano il Convento del Sacro Cuore, all'incrocio tra calle Yatay e avenida Corrientes, penetrò nella chiesa e le diede fuoco. Il corteo funebre fermò un treno suburbano a un passaggio a livello e ruppe tutti i finestrini delle carrozze. Un altro gruppo di manifestanti, intento ad attaccare un negozio, fu raggiunto dalla polizia che sparò contro di loro ferendo e uccidendo numerosi manifestanti. In altre parti della città i manifestanti rovesciarono e bruciarono i tram, rapinarono i negozi di articoli sportivi per impossessarsi delle armi e le munizioni. Nel pomeriggio, alle 15, 3 000 persone presero d'assalto la stazione Federico Lacroze, di proprietà di una compagnia britannica. Scene di violenza si registrarono anche al Congresso, dove i membri della Camera dei Deputati si sono lanciati l'un l'altro i quaderni, invece di legiferare.

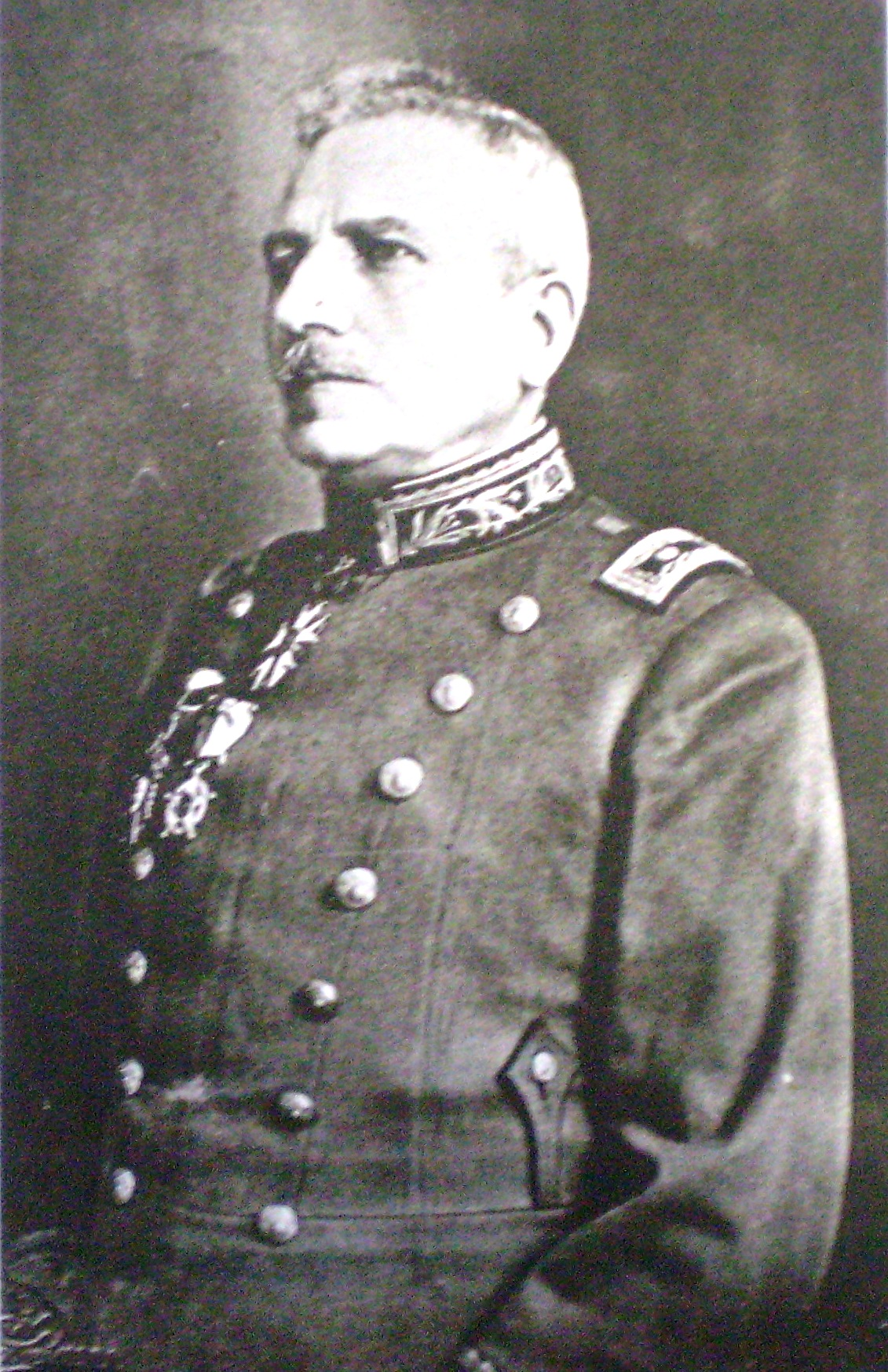
Il generale Luis Dellepiane.

Verso le 17:00 il corteo giunse al cimitero della Chacarita dove iniziò l'orazione funebre. Mentre era intento a parlare un sindacalista della FORA IX un gruppo di poliziotti e militari appostati dietro il muro del camposanto aprì il fuoco sulla folla causando decine di morti e feriti. Questo fatto esasperò ulteriormente la folla che, una volta uscita dal cimitero, iniziò a protestare ancora con più forza in tutta la città contro le violenze della polizia e dei gruppi paramilitari assoldati dalla Vasena.
All'Officina Vasena intanto, una folla inferocita spinse i carri della spazzatura contro le porte per abbatterle, nel tentativo di linciare i dirigenti britannici assediati all'interno. L'ambasciatore britannico si rivolse al presidente Yrigoyen per chiedere d'intervenire. Sul posto giunse a bordo di un'auto del nuovo capo della polizia Elpidio González per mediare con i leader sindacali. Nella concitazione alcuni scioperanti spararono e uccisero il sottotenente dell'esercito Antonio Marotta, comandante del distaccamento che proteggeva il comandante della polizia, e bruciarono la macchina di González. Questi, una volta rientrato nella centrale di polizia, inviò alla fabbrica un gruppo di agenti e militari che ingaggiò uno scontro a fuoco con i manifestanti. Si contarono una ventina di morti ed una sessantina di feriti. 

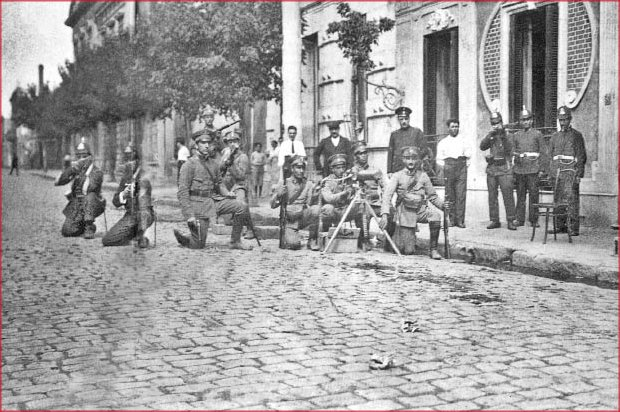
Soldati e poliziotti con una delle mitragliatrici poste a guardia della fabbrica Vasena su calle Cochabamba.

Dal momento che la situazione era ormai fuori controllo, quello stesso giorno Yrigoyen nominò comandante militare di Buenos Aires e capo della polizia federale il generale Luis Dellepiane, nonché suo amico e compagno di lotta in gioventù, comandante della guarnigione militare di Campo de Mayo. Dellepiane da un lato diede il via ad una dura repressione delle proteste sindacali, dall'altro lavorò con le parti in conflitto per giungere il più rapidamente possibile ad un accordo.
Nella notte tra il 9 e il 10 gennaio, la FORA si riunì per valutare l'azione della polizia e votò per uno sciopero generale di 24 ore in tutta la città di Buenos Aires. Quella notte, furono inviati come rinforzi un plotone di fucilieri del 4º Reggimento di Fanteria, comprese alcune mitragliatrici Vickers, per aiutare a difendere il 28° commissariato di polizia che era sul punto di essere invaso dai manifestanti. In tutto 30 000 ufficiali e uomini dell'esercito argentino avrebbero preso parte ai combattimenti e alle successive operazioni di ordine pubblico a Buenos Aires nel gennaio 1919. In quelle stesse ore, due poliziotti, il caporale Teófilo Ramírez e l'agente Ángel Giusti, furono uccisi mentre difendevano le loro stazioni di polizia, mentre migliaia di scioperanti cercavano di prendere d'assalto 8 stazioni di polizia e di impadronirsi delle loro armerie, nonché dell'edificio della sede della polizia nel centro di Buenos Aires. Nel frattempo, 30 uomini armati, approfittando dell'oscurità, tentano di saccheggiare l'armeria dell'8º Reggimento di Fanteria nella caserma di Campo de Mayo, ma gli assalitori furono costretti a ritirarsi dai difensori sotto forma di un plotone di fucilieri al comando del tenente Horacio Orstein.

### Controffensiva governativa e pogrom antisemita

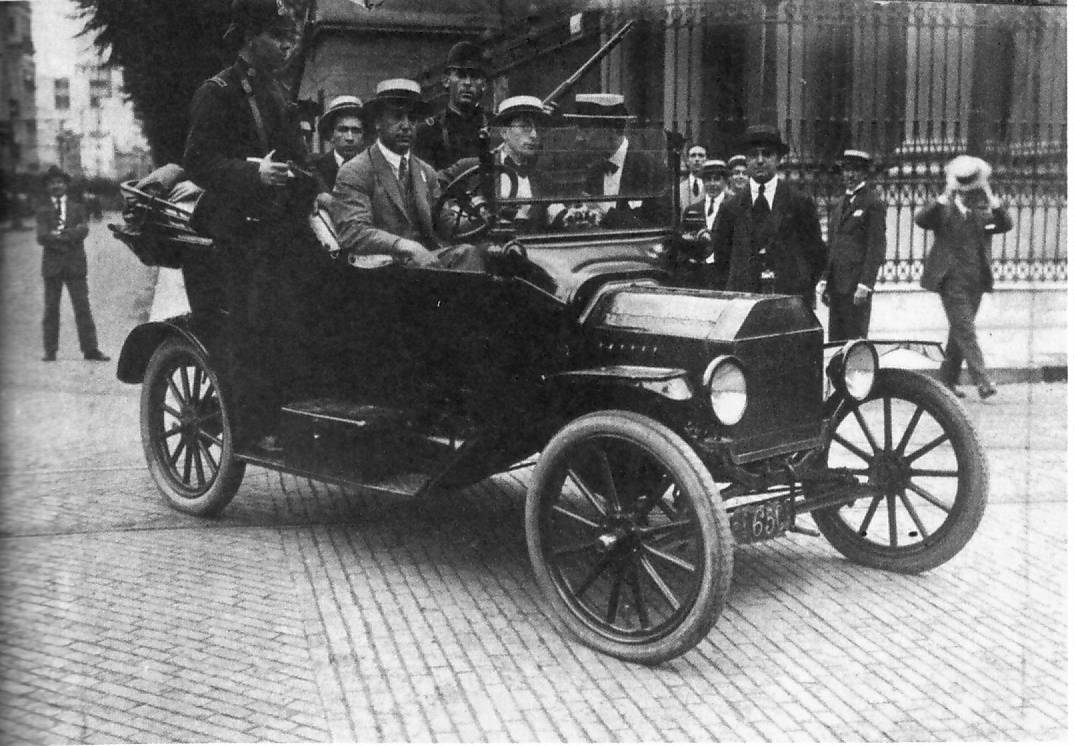
Una squadra nazionalista pattuglia le strade Buenos Aires scortata da due poliziotti.

Venerdì 10 gennaio, il soldato Luis Demarchi dell'8º reggimento di cavalleria fu ucciso mentre difendeva insieme ai suoi commilitoni la stazione di Once de Septiembre. Quel giorno uscirono giornali, mercati, negozi, alberghi e bar rimasero chiusi e le reti di trasporto e comunicazione (comprese le linee telefoniche) furono interrotte.
In quello stesso giorno fecero il loro esordio per le strade di Buenos Aires anche delle squadre armate composte prevalentemente da giovani dell'alta borghesia porteña. Armati dall'aristocrazia locale, che vedeva negli scioperi delle settimane precedenti il preludio ad una nuova Rivoluzione russa, gli squadristi si affiancarono ufficialmente alla polizia nella repressione antioperaia, protetti e armati da alcuni alti ufficiali delle forze armate argentine, come i contrammiragli Manuel Domecq García ed Eduardo O'Connor. Ben presto però il loro obbiettivo, in un'ottica antibolscevica e xenofoba, divenne la numerosa comunità ebraica della città, pretestuosamente accusata per le origini russe di simpatie comuniste. Al grido di "morte ai russi" (ruso in lunfardo è sinonimo dispregiativo di ebreo, in quanto molti degli ebrei in Argentina provenivano dall'Impero russo) i giovani assaltarono Once, il quartiere ebraico della capitale argentina, dando vita così ad un vero e proprio pogrom. Molti ebrei furono assassinati per la strada o nelle loro case durante arbitrarie perquisizioni. Alcuni riuscirono a sopravvivere dichiarando di essere italiani. Le donne furono pestate e stuprate. Nemmeno anziani e bambini furono risparmiati dalle violenze. I nazionalisti saccheggiarono e devastarono sia alcuni luoghi simbolo della comunità ebraica, come sinagoghe, sia alcuni ritrovi proletari, come sedi di sindacato, redazioni di giornali, e biblioteche popolari furono invasi e gli ebrei furono trascinati fuori dalle loro case, picchiati, fucilati e uccisi. Tra gli obbiettivi delle squadre nazionaliste vi furono anche le sedi delle associazioni degli immigrati catalani, accusati di simpatie anarchiche.
In un'escalation di violenze antisemite, condito da fake news fatte pubblicare sui giornali conservatori, la polizia la domenica annunciò di aver fatto irruzione in un appartamento dove 40 persone, tutti ebrei russi, erano in seduta come "Primo Soviet della Repubblica Federale dei Soviet argentini". Capo di questo presunto soviet sarebbe stato Pinie Wald, in realtà redattore del periodico socialista Di Presse, scritto in lingua yiddish. Wald, assieme ad altri dirigenti ebrei socialisti, verrà tratto in arresto e torturato per sette giorni dalle forze dell'ordine.

### Giunge l'accordo tra le parti
L'11 gennaio, i manifestanti tentarono di impadronirsi della stazione di polizia nel quartiere di Barracas, ma furono costretti a ritirarsi dopo uno scontro a fuoco durato 4 ore con i pompieri armati di fucili e i rinforzi dell'esercito del 4º reggimento di fanteria, lasciando dietro di sé diversi morti. Quello stesso giorno il governo argentino giunse ad un accordo con la FORA IX: scarcerazione di tutti i prigionieri, aumenti salariali tra il 20% ed il 40% a seconda della categoria, giornata lavorativa di 9 ore e riassunzione di tutti gli scioperanti che nel frattempo erano stati licenziati dalla Vasena.
Il 12 gennaio arrivarono il 5º e il 12º reggimento di cavalleria dell'esercito, 300 marines e un reggimento di artiglieria da montagna. La mattina del 13 gennaio 1919, un gruppo di anarchici tentò di impadronirsi di armi e munizioni da una stazione di polizia locale, ma fu costretto a ritirarsi dopo aver subito il fuoco di un distaccamento di fanteria di marina dell'incrociatore ARA San Martín.
Il 14 gennaio Dellepiane ricevette le due delegazioni della FORA V e FORA IX per concordare le condizioni per una ripresa dell'attività lavorativa. Le parti giunsero ad un accordo che prevedeva la fine della repressione ed il riconoscimento del diritto di riunione sindacale. Nonostante la tregua, un gruppo di poliziotti e di squadristi nazionalisti poche ore dopo attaccò e devastò la sede del giornale anarchico La Protesta. Dellepiane, oltraggiato da quanto avvenuto, presentò le sue dimissioni ad Yrigoyen che però le respinse. Due giorni dopo le truppe erano ormai rientrare nelle caserme e la città aveva ripreso la sua consueta vitalità.
Il 20 gennaio gli operai della Vasena, una volta constatato che le promesse loro fatte erano state mantenute, tornarono al lavoro.

## Conseguenze
Il 16 gennaio gli squadristi nazionalisti costituirono la Lega Patriottica Argentina e nominarono presidente ad interim il contrammiraglio Domecq García. Nessun pubblico ufficiale fu perseguito per gli eccessi compiuti nella repressione.
Negli anni successivi della presidenza di Yrigoyen si verificheranno altri due gravissimi scontri sociali, che culmineranno con una brutale repressione operata dalle forze dell'ordine. In Patagonia nel 1921 una rivolta di braccianti terminò con la fucilazione sommaria di oltre 1500 lavoratori. Nello stesso anno una protesta dei taglialegna della compagnia La Forestal, nel nord della provincia di Santa Fe, terminò con il massacro di circa 200-500 scioperanti perpetrato dalla polizia e dalla Lega Patriottica Argentina.
Il 24 dicembre 1927, alcuni anarchici piazzarono delle bombe in due filiali di banche statunitensi a Buenos Aires, causando il ferimento di venti persone tra personale e clienti. Il 23 maggio 1928 una bomba esplose nel Consolato italiano della capitale argentina, con un bilancio di sette morti e quasi 50 feriti. Il 24 dicembre 1929, l'anarchico di origine italiana Gualterio Marinelli fu ucciso nel tentativo di assassinare il presidente argentino Yrigoyen (che aveva ordinato all'esercito di reprimere lo sciopero dei metalmeccanici del 1919), ma riuscì a ferire due poliziotti. Il 6 settembre 1930, Yrigoyen fu deposto da un colpo di stato militare guidato dal generale José Félix Uriburu. Il regime di Uriburu fece chiudere i giornali anarchici e comunisti. Uriburu ordinò la deportazione di massa dei lavoratori spagnoli e italiani che si erano uniti agli anarchici. Tuttavia, il 20 gennaio 1931, tre bombe anarchiche esplosero in tre punti strategici della rete ferroviaria di Buenos Aires, causando tre morti e 17 feriti. Il 29 gennaio 1931, Severino Di Giovanni, mente degli attentati ferroviari, cadde in un'imboscata nel centro di Buenos Aires e fu catturato in uno scontro a fuoco con la polizia, dove uccise due agenti e una bambina di cinque anni, prima di rivolgere l'arma contro se stesso. Nonostante il tentativo di togliersi la vita, l'anarchico italiano fu salvato e curato. Dopo una breve degenza ed essere stato interrogato, Di Giovanni fu giustiziato nel cortile del Penitenziario Nazionale il 1º febbraio 1931.